# Palazzo Finocchietti
Palazzo Finocchietti è un edificio situato nel quartiere della Venezia Nuova, a Livorno.

## Storia
Tra il XVII e il XVIII secolo il porto franco di Livorno si affermò come uno dei principali empori mercantili del Mediterraneo, richiamando a sé numerosi operatori, spesso di origine straniera.
In questo contesto, un ruolo di  primo piano ebbero i Fenouillet, cognome poi italianizzato in Finocchietti, che, provenienti dalla città francese di Annecy, giunsero a Livorno intorno alla metà del Seicento, dove impiantarono un'importante casa di commercio.
Al fine di migliorare i propri affari, Iacopo Finocchietti (1653-1724) avanzò richiesta al granduca Cosimo III de' Medici per edificare la propria residenza in un lotto di terreno situato lungo il fosso circondario, nel quartiere della Venezia Nuova.
L'area interessata era stata ricavata a seguito dell'interramento, decretato nel 1698, di una piccola darsena (il cosiddetto "porticciolo dei Genovesi") che prospettava sulla piazza Grande. I lavori furono portati a termine rapidamente; inizialmente l'edificio era sormontato da una torretta, che fu eliminata intorno al 1780, quando il palazzo fu rialzato di un ulteriore piano.
L'edificio rimase proprietà della famiglia Finocchietti fino al 1937. Lievemente danneggiato durante la seconda guerra mondiale, nel 1950 passò al comune di Livorno.
L'immobile fu restaurato all'inizio degli anni ottanta; in parte fu destinato a uffici comunali e in parte ad appartamenti.

## Descrizione
Il palazzo Finocchietti si innalza lungo il fosso della Venezia, sviluppandosi su quattro piani fuori terra, oltre a piano interrato originariamente destinato a magazzino, secondo un'impostazione tipica dei palazzi mercantili livornesi.
Caratterizzato da una sobria facciata con cornici in pietra serena e balcone con ringhiera in ferro battuto, presenta una corte interna sulla quale affacciano i ballatoi sostenuti da pilastri in pietra.
Al piano primo spicca la sala del ricevimento, con soffitto a capriate in legno e un grande caminetto.